# Inniswold
Inniswold es un lugar designado por el censo ubicado en la parroquia de East Baton Rouge en el estado estadounidense de Luisiana. En el Censo de 2010 tenía una población de 6180 habitantes y una densidad poblacional de 1.066,66 personas por km².

## Geografía
Inniswold se encuentra ubicado en las coordenadas 30°23′54″N 91°4′15″O / 30.39833, -91.07083. Según la Oficina del Censo de los Estados Unidos, Inniswold tiene una superficie total de 5.79 km², de la cual 5.79 km² corresponden a tierra firme y (0%) 0 km² es agua.

## Demografía
Según el censo de 2010, había 6180 personas residiendo en Inniswold. La densidad de población era de 1.066,66 hab./km². De los 6180 habitantes, Inniswold estaba compuesto por el 75.13% blancos, el 18.79% eran afroamericanos, el 0.18% eran amerindios, el 3.27% eran asiáticos, el 0.06% eran isleños del Pacífico, el 0.86% eran de otras razas y el 1.72% pertenecían a dos o más razas. Del total de la población el 3.32% eran hispanos o latinos de cualquier raza.